# Doridina
Doridina zijn een onderorde van weekdieren uit de klasse van de Gastropoda (slakken).

## Taxonomie
De volgende infraorde zijn bij de onderorde ingedeeld:
- Bathydoridoidei
- Doridoidei